# Birkenheide
Birkenheide è un comune di 3.167 abitanti della Renania-Palatinato, in Germania.
Appartiene al circondario (Landkreis) del Rhein-Pfalz-Kreis (targa RP) ed è parte della comunità amministrativa (Verbandsgemeinde) di Maxdorf.